# Oncaea rotundata
Oncaea rotundata är en kräftdjursart som beskrevs av Geoffrey Allen Boxshall 1977. Oncaea rotundata ingår i släktet Oncaea och familjen Oncaeidae. Inga underarter finns listade i Catalogue of Life.